# NHK尾張瀬戸テレビ中継局
NHK尾張瀬戸テレビ中継局（エヌエイチケイおわりせとテレビちゅうけいきょく）は、かつて愛知県瀬戸市にあったNHK名古屋放送局のアナログテレビ中継局である。2011年7月24日のアナログ放送終了とともに廃止された。

## 中継局概要
| チャンネル | 放送局名       | 空中線電力        | ERP                 | 放送対象 地域 | 放送区域 内世帯数 | 偏波面   | 放送終了日     |
| 50ch       | NHK 名古屋教育 | 映像1W/ 音声250mW | 映像3.3W/ 音声830mW | 全国          | 約-世帯           | 水平偏波 | 2011年 7月24日 |
| 52ch       | NHK 名古屋総合 | 映像1W/ 音声250mW | 映像3.3W/ 音声830mW | 愛知県        | 約-世帯           | 水平偏波 | 2011年 7月24日 |

## 地上デジタルテレビ放送について
- デジタル放送については、瀬戸デジタルタワーからの電波が直接受信可能である。

## 所在地
- 瀬戸市窯神町の殉国慰霊塔敷地内

## 放送エリアほか
- 名古屋本局からの電波が届きにくい瀬戸市北東部をカバーしていた。
- なお、在名民放局は当地に中継局を置いておらず、周辺局を受信していた。
- 1954年6月から8月にかけて、名古屋局と同一周波数で再輻射する「NHK瀬戸ブースター実験局」が3ch（0.5W、垂直偏波）で瀬戸市西茨町113-2に設置された[1]。